# Centro de Convenciones de Las Vegas

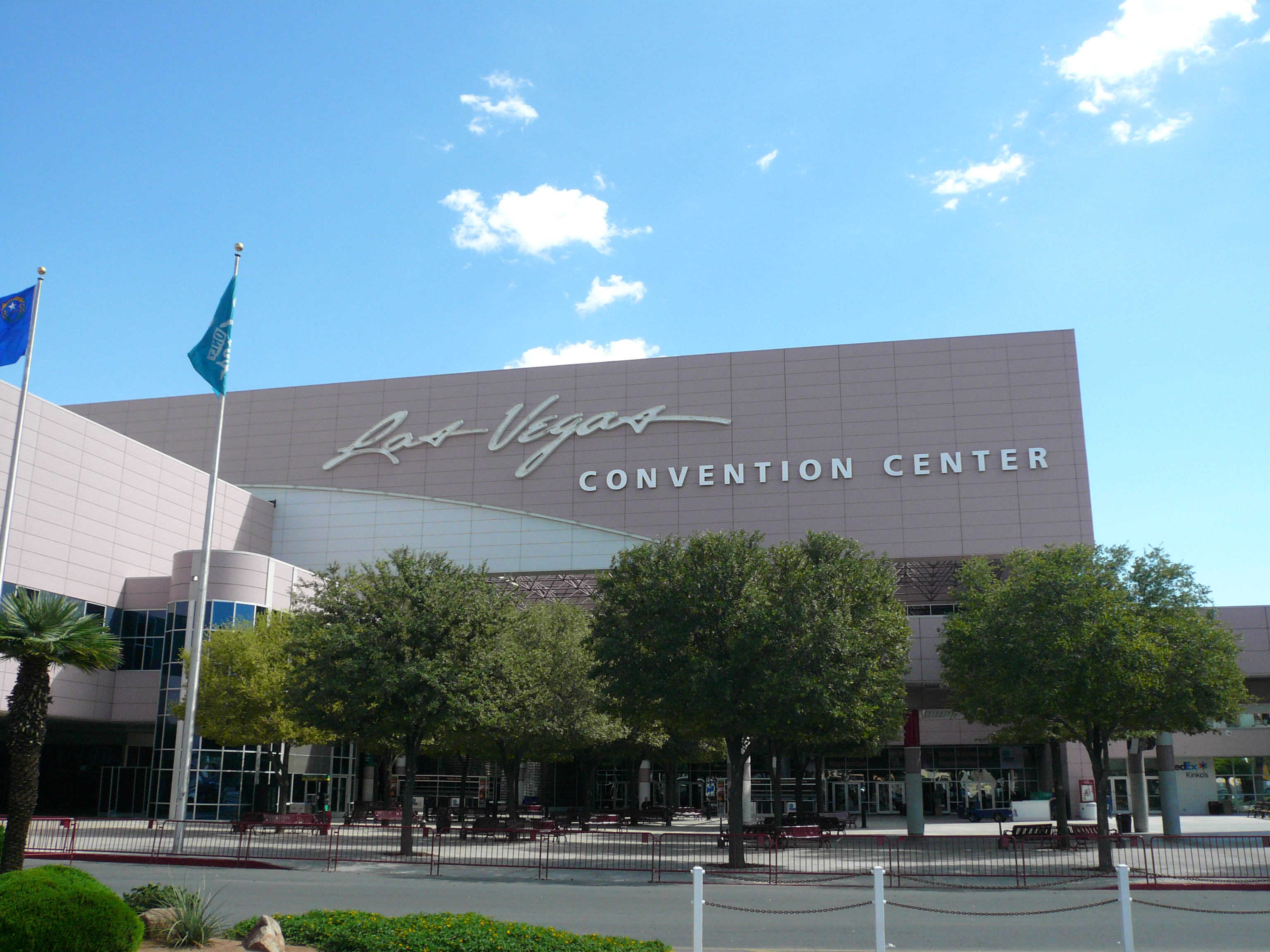
El centro de convenciones visto desde el exterior.

El Centro de Convenciones de Las Vegas es operado y propiedad de Autoridad de Visitantes de Centros Comerciales de Las Vegas y está localizado en el condado de Clark, Nevada. Es uno de los centros de convenciones más grandes del mundo. A finales del 2004, el centro de convenciones tenía 3,2 millones de pie cuadrados (297 000 m²) de espacio y con 2 millones de pie cuadrados (186 000 m²) de espacio de exhibición disponible.
A finales del 2004 Las Vegas tenía alrededor de 9 millones de pie cuadrado (836 000 m²) de espacio exhibiciones y reuniones. 
El Centro de Convenciones de Las Vegas está adyacente al Hotel Las Vegas Hilton y a la misma vez es una parada del monorail de Las Vegas.

## Historia
Líderes de la ciudad y la comunidad se dieron cuenta en 1950 en la necesidad de la construcción de un nuevo Centro de Convenciones. La meta inicial era llenar las habitaciones de los hoteles con las personas que llegasen al centro de convenciones, ya que había poca demanda de turistas. 
Un sitio se eligió a una cuadra al este del Strip de Las Vegas para construir 6300 asientos y con una cúpula plateada de 90 000 pies cuadrados, y una sala de exposiciones abrió sus puertas en abril de 1959 sobre el sitio del actual Las Vegas Convention Center.
La cúpula plateada fue demolida en 1990 para dar cabida a la expansión del centro de convenciones con instalaciones de 1,6 millones pies cuadrados y 1,3 millones pies cuadrados es espacio de exposición. En la actualidad es uno de los mayores centro de convenciones en el mundo.
El acto de 1971 del Centro de Convenciones de Las Vegas autorizó los $7 millones para reconstruir o remodelar las instalaciones del centro de convenciones.
La expansión de 1998 desocupó un espacio disponible para 1,9 millones de pies cuadrados (177 000 m²). Uno de los más espectáculos más destacado de este proyecto fue la implosión del Landmark Hotel and Casino. Fue entonces sustituido por el centro de estacionamiento del centro de convenciones.
La expansión del 2004, se inició en 2002, se añadió 1,3 millones de pies cuadrados (121 000 m²) de espacio en un nuevo edificio llamado el Salón Sur (South Hall en inglés). Esta expansión está al otro lado de Desert Inn Road. Cuatro puentes sobre Desert Inn Road conectan las instalaciones.

## Expansión
El Las Vegas Convention Center está a punto de someterse a una expansión de 737 millones de dólares, la décima expansión en la historia del centro de convenciones. En la ampliación se destina a aumentar el espacio de reuniones del centro y mejorar el diseño global.
La expansión de 500 000 pie cuadrado (46 451,5 m²) incluye 145 000 pies cuadrados (13 470,9 m²) de espacio especialmente para reuniones y una sala de baile de 100 000 pies cuadrados (9290,3 m²). 
El proyecto también incluye:
- Un vestíbulo a lo largo del Salón Sur
- Un gran salón central para unir a los tres salones principales
- Una firma en la fachada frontal del edificio.
- Un conector adjunta a la estación del monorraíl
- Una estación de policía y bomberos

## Datos
- Durante la construcción de la feria de muestras CONEXPO-CON/AGG 2005 se usó la mayoría del espacio, 1,88 millones de pie cuadrado.
- COMDEX fue la feria de muestra que se llenó más, con 200 000 mil personas durante varias ocasiones.
- CES es actualmente la feria de electrónico más grande con más de 150 000 mil personas.